# Термічна іонізація
Термі́чна іоніза́ція, також відома як поверхнева іонізація або контактна іонізація, є фізичним процесом, за допомогою якого атоми десорбуються з гарячої поверхні, і в процесі іонізуються.
Термічна іонізація використовується для створення простих джерел іонів для мас-спектрометрії та для генерування пучка іонів.  
Термічна іонізація знайшла широке застосування для визначення атомної ваги, а також у багатьох геологічних/ядерних програмах.

## Фізика

Ефект поверхневої іонізації в випареному атомі цезію при 1500 K, розрахований за допомогою великого канонічного ансамблю. Вісь Y: середнє число електронів на атомі; атом є нейтральним, якщо він має 55 електронів. Вісь X: енергетична змінна (дорівнює поверхні робота виходу), що залежить від електронного хімічного потенціалу μ та електростатичного потенціалу ϕ.

Імовірність іонізації є функцією температури нитки, роботи виходу підкладки нитки та енергії іонізації елемента.
Це узагальнено в рівняння Саха–Ленгмюра:
{\displaystyle {\frac {n_{+}}{n_{0}}}={\frac {g_{+}}{g_{0}}}\exp {\Bigg (}{\frac {W-\Delta E_{\text{I}}}{kT}}{\Bigg )}}
де
{\displaystyle {\frac {n_{+}}{n_{0}}}} = відношення щільності іонів до нейтральної щільності;
{\displaystyle {\frac {g_{+}}{g_{0}}}} = співвідношення статистичних ваг (виродження) іонного (g+) і нейтрального (g0) стану;
{\displaystyle W} = робоча функція поверхні;
{\displaystyle \Delta E_{\text{I}}} = енергія іонізації десорбованого елемента;
{\displaystyle k} = константа Больцмана;
{\displaystyle T} = температура поверхні.
Негативна іонізація також може відбуватися для елементів із великою спорідненістю до електрона {\displaystyle \Delta E_{\text{A}}} на поверхні з низькою роботою виходу.